# علاءالدین سلیمان شاه

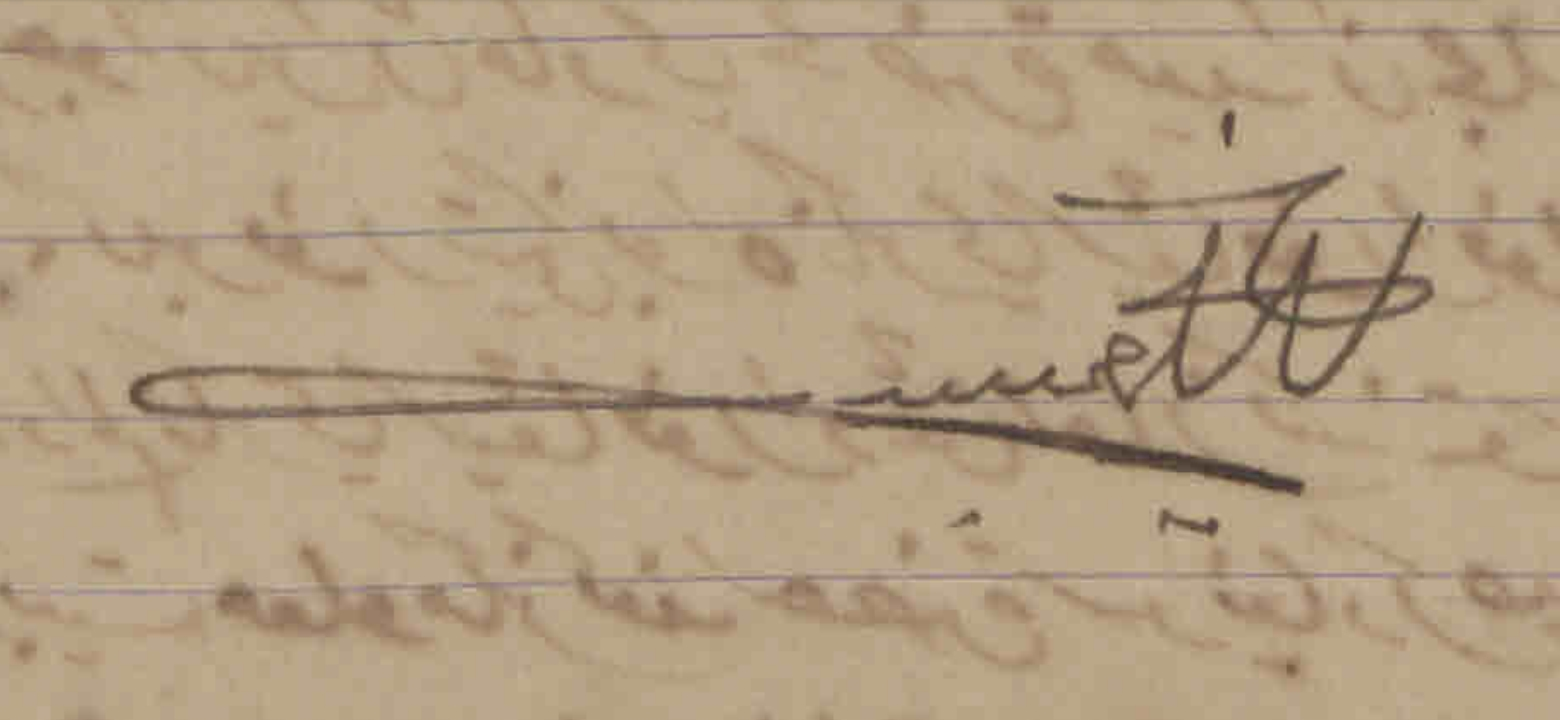
امضاء سلطان علاءالدین سلیمان شاه

سلطان سِر علاءالدین سلیمان شاه ابن المرحوم راجا موسی، کی‌سی‌وی‌اُ (۱۱ سپتامبر ۱۸۶۳ – ۳۱ مارس ۱۹۳۸) پنجمین سلطان سلانگور بود که از سال ۱۸۹۸ تا ۱۹۳۸ حکمرانی کرد. او قبل از اینکه بر مسند سلطنت بنشیند با نام راجا سلیمان شناخته می‌شد.
در سال ۱۹۱۲، به سلطان سلیمان نشان شوالیه فرمانده از نشان سنت مایکل و سنت جورج (کی‌سی‌ام‌جی،KCMG) اهداء شد و سپس در سال ۱۹۲۹ به شوالیه صلیب بزرگ از نشان سنت مایکل و سنت جورج (GCMG) دست یافت که همراه با اعطاء لقب سِر از سوی بریتانیا بود.
در دوران حکمرانی سلطان سلیمان، ایستانا عالم شاه در سال ۱۹۰۵ ساخته شد و سلطان به مدت ۳۵ سال و تا هنگام فوتش در سال ۱۹۳۸، در آنجا سکنی گزید.

## میراث
چند مکان به اسم او نامگذاری گردیده است که برخی از آنها به قرار زیر است:
- مسجد سلطان سلیمان در کلانگ، سلانگور
- مسجد علاءالدین (جوگرا، مالزی)
- جالان (خیابان) سلطان سِر علاءالدین سلیمان شاه در شاه‌ عالم سلانگور